# Kepler-1229 b
Kepler-1229 b, precedentemente noto con la sua designazione KOI-2418.01, è un pianeta extrasolare che orbita attorno a Kepler-1229, una stella nana rossa situata nella costellazione del Cigno, distante 769 anni luce dal sistema solare. La conferma della scoperta, avvenuta con il metodo del transito tramite il telescopio spaziale Kepler, si è avuta nel maggio del 2016. Kepler 1229 b è un pianeta del tipo super-Terra, ed orbita nella zona abitabile della propria stella.

## Caratteristiche

### Stella madre
Kepler-1229 è una nana rossa, più piccola e fredda del Sole, con massa e raggio che sono rispettivamente il 54% e il 51% di quelli del Sole, mentre la sua temperatura superficiale è attorno ai 3724 K, che la classifica come una stella di tipo spettrale M0 V. Pare più giovane del Sole, con un'età stimata in 3,73 miliardi di anni, mentre la sua metallicità è l'87% ([Fe/H] = -0.06) di quella della nostra stella. Data la distanza, la stella vista da Terra è estremamente debole, con una magnitudine apparente di 15,5.

### Pianeta
Kepler-1229b è probabilmente un pianeta roccioso del tipo super-Terra, con un raggio ed una massa superiori a quelli della Terra, ma minori rispetto a quelli dei giganti gassosi come Nettuno e Urano. La sua temperatura di equilibrio è di 213 K (-60 °C), mentre il suo ESI, ossia l'indice di similarità con la Terra, è 0,73. La massa di Kepler-1229 b non è nota, ma considerando il suo raggio, è probabile che sia compresa tra 1,8 e 2,7 M⊕. Kepler-1229 b orbita attorno alla sua stella in 86,829 giorni ad una distanza di 0,2896 UA, circa la stessa di Mercurio attorno al Sole. L'inclinazione orbitale osservata è di circa 87-89°, il che significa che la sua orbita è vista quasi di taglio dalla Terra.

#### Abitabilità
L'esopianeta, insieme ad altri otto scoperti nello stesso periodo, è stato annunciato essere in orbita nella zona abitabile della sua stella madre, la regione in cui, con le giuste condizioni atmosferiche, l'acqua liquida può esistere sulla superficie del pianeta. Kepler-1229 b ha un raggio di 1,4 R⊕, per cui è probabile che sia un pianeta roccioso. La sua stella ospite è una nana rossa, che può vivere fino a 50-60 miliardi di anni, molto più del Sole, la cui esistenza come normale stella è di circa 10 miliardi di anni.
Il pianeta è probabilmente in rotazione sincrona, con un lato del suo emisfero rivolto in modo permanente verso la stella, mentre il lato opposto è sempre al buio. Tra queste due aree estreme, lungo il terminatore, potrebbe esserci una zona con temperature dove l'acqua liquida potrebbe esistere (circa 273 K (0 °C), inoltre, una zona maggiore del pianeta potrebbe essere abitabile se esistesse una densa atmosfera che trasferisca il calore dall'emisfero sempre rivolto verso la stella a quello sempre al buio.